# Вудвил (Калифорнија)
Вудвил (енгл. Woodville) насељено је место без административног статуса у америчкој савезној држави Калифорнија.

## Демографија
По попису из 2010. године број становника је 1.740, што је 62 (3,7%) становника више него 2000. године.
| Група             | 2000.         | 2010.         |
| Белци             | 247 (14,7%)   | 173 (9,9%)    |
| Афроамериканци    | 1 (0,1%)      | 1 (0,1%)      |
| Азијати           | 1 (0,1%)      | 6 (0,3%)      |
| Хиспаноамериканци | 1.385 (82,5%) | 1.545 (88,8%) |
| Укупно            | 1.678         | 1.740         |